# Azahara Alonso Gómez
Azahara Alonso (Oviedo, 1988) es una filósofa, poeta y escritora española, especializada en el género de aforismos.

## Biografía
Alonso se licenció en Filosofía por vocación, y posteriormente realizó un máster de Escritura Creativa. Después de vivir en varias ciudades, en 2012 se trasladó a Madrid.

### Trayectoria literaria
Trabajó como profesora y fue coordinadora de la escuela madrileña de literatura Hotel Kafka y gestora cultural en la Fundación José Hierro de Poesía. Además de impartir clases de escritura, escribe crítica literaria y artículos para distintos medios nacionales como Ámbito Cultural o Rebelión entre otros.
Participó en la antología de relatos Servicio de habitaciones, que fue un proyecto común creado en 2016 por la escuela Hotel Kafka, tanto para el alumnado como para el profesorado. Se recoge en la obra una disparidad de textos —algunos escritos por profesionales y otros por noveles— con relatos heterogéneos tanto en el estilo como en los géneros, pero transcurriendo cada historia en el acotado espacio de un hotel.
En 2016 publicó su primer libro, Bajas Presiones. Se trata de un libro de aforismos que se consideró peculiar por ser tanto el primer libro de su autora, como la propia temática para ser un primer libro, no una mera sucesión de ocurrencias, sino «fruto de un ejercicio continuo y refinado de pensamiento». Según manifestó la propia Alonso, «Bajas presiones nació de unos cuadernos, que son algo muy cotidiano en mi vida, yo tomo notas a diario». Son frases cortas con las que dibuja una visión personal de su mundo.
En la antología Bajo el signo de Atenea, el antólogo Manuel Neila reunió en él a las diez escritoras del siglo XX más representativas del aforismo en España, entre las que está Azahara Alonso. En la presentación del libro se destacó la importancia de sus obras presentes y futuras como contribución al enriquecimiento del panorama del aforismo español contemporáneo.
El segundo libro de Alonso fue el poemario Gestar un tópico, publicado en 2020. «Mi palabra preferida es el lenguaje», afirmó la autora. En este libro, lo lingüístico es el campo semántico principal, el protagonista y el motor de todo el libro.

## Obras

### Libros
- Alonso, Azahara, Gozo. Editorial Siruela, Nuevos tiempos, 2023.[9]
- Alonso, Azahara, Gestar un tópico. Ril Editores de España, 2020.[8]
- Alonso, Azahara, Bajas Presiones. Editorial Trea, 2016.

### Artículos
- Alonso, Azahara, en Estación Poesía,  2341-2224, N.º. 17, págs. 43-43. 2019.[10]
- Alonso, Azahara, en Estación Poesía,  2341-2224, N.º. 13, págs. 34-34. 2018.

### Obras colectivas
- VV.AA., Bajo el signo de Atenea, Sevilla: Renacimiento, Sevilla, 2017.[11]
- VV.AA., «Pick up all the Pieces and make an Island», Servicio de habitaciones, Madrid: 120 Pies, 2016.[12]
- VV.AA., "[El gato que husmea]", Poemas para combatir el coronavirus, edición de Juan Luis Calbarro y Miriam Maeso, Alcobendas (Madrid): IES Ágora y Los Papeles de Brighton, 2021.